# Ringgenberg BE
| BE ist das Kürzel für den Kanton Bern in der Schweiz. Es wird verwendet, um Verwechslungen mit anderen Einträgen des Namens Ringgenberg zu vermeiden. |

Ringgenberg ([ˈrɪŋkənˌbɛrɡ]) ist eine politische Gemeinde im Verwaltungskreis Interlaken-Oberhasli des Kantons Bern in der Schweiz.

## Geographie
Die Gemeinde liegt am nördlichen Ufer des Brienzersees am Südhang des Harder und besteht aus den beiden Dörfern Ringgenberg und Goldswil bei Interlaken. Zwischen den beiden Ortsteilen liegt das Burgseeli. Ringgenberg grenzt an die Gemeinden Niederried, Interlaken und Habkern.
Von der Gemeindefläche sind etwa 64,1 % bewaldet und werden 19,5 % landwirtschaftlich genutzt, 11,7 % sind überbaut und 4,8 % unproduktive Flächen.

## Name
Der ursprüngliche Name von Ringgenberg war Ringgenwil. Dieser Name besteht aus dem althochdeutschen Personennamen Rinco, Rincho und der Ortsnamenendung ‑wilari (kleines Dorf). Der heutige Name beruht auf einer Übertragung von Ringgenwil auf die Burg, die im Hochmittelalter gebaut wurde.

## Geschichte

Luftbild von Werner Friedli (1956)

Als im Jahre 1230 der Ritter Kuno von Brienz vom deutschen Kaiser Friedrich II. (HRR) zum Reichsvogt des Brienzerseegebietes ernannt wurde, liess er die Burg Ringgenberg erbauen. Die Adelsfamilie nannte sich fortan von Ringgenberg. Johann von Ringgenberg war das bedeutendste Glied dieser Adelsfamilie. Als Spruchdichter wurde er als «Ritter, der Schwert und Leier gleich gut führt» bezeichnet. Seine Lieder sind um 1300 in Zürich in die Manessische Liedersammlung aufgenommen worden.
In der Zeit von Philipp von Ringgenberg (1351–1374) begann der Ruin des Herrschaftshauses. 1351 mussten Teile der Herrschaft an das Kloster Interlaken verpfändet werden. 1380 wurde die Burg Ringgenberg angezündet und geplündert, der Burgherr Freiherr Petermann gefangen genommen.
Mit dem Bau der Burgkirche von Ringgenberg wurde im Jahre 1670 unter dem Architekten Abraham Dünz angefangen. Das imposante Bauwerk steht auf einem Hügel zwischen Dorf und See.
1853 fusionierte die bis dahin selbstständige Gemeinde Goldswil mit Ringgenberg.

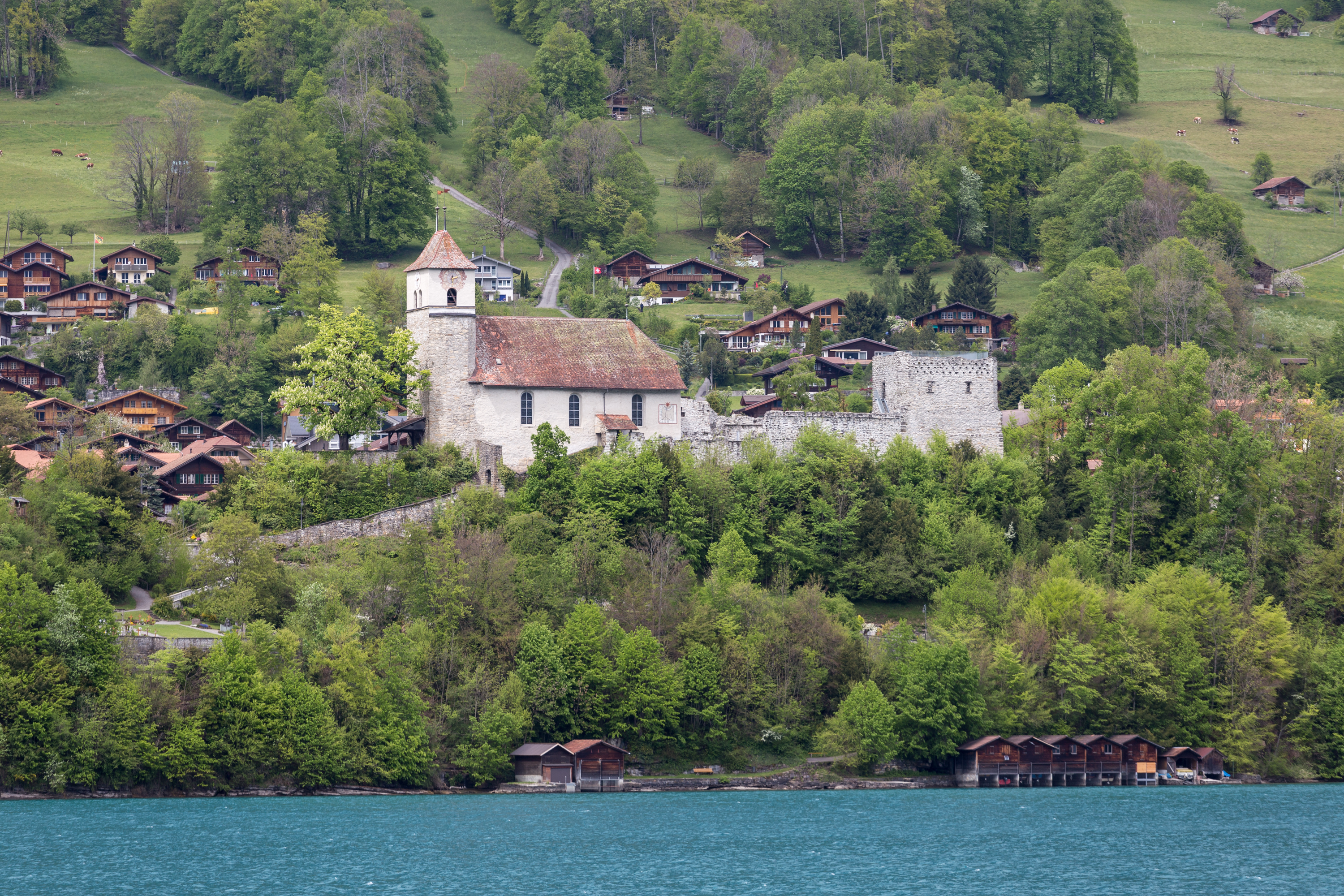
Ringgenberg BE mit Kirche und Burgruine (2014)
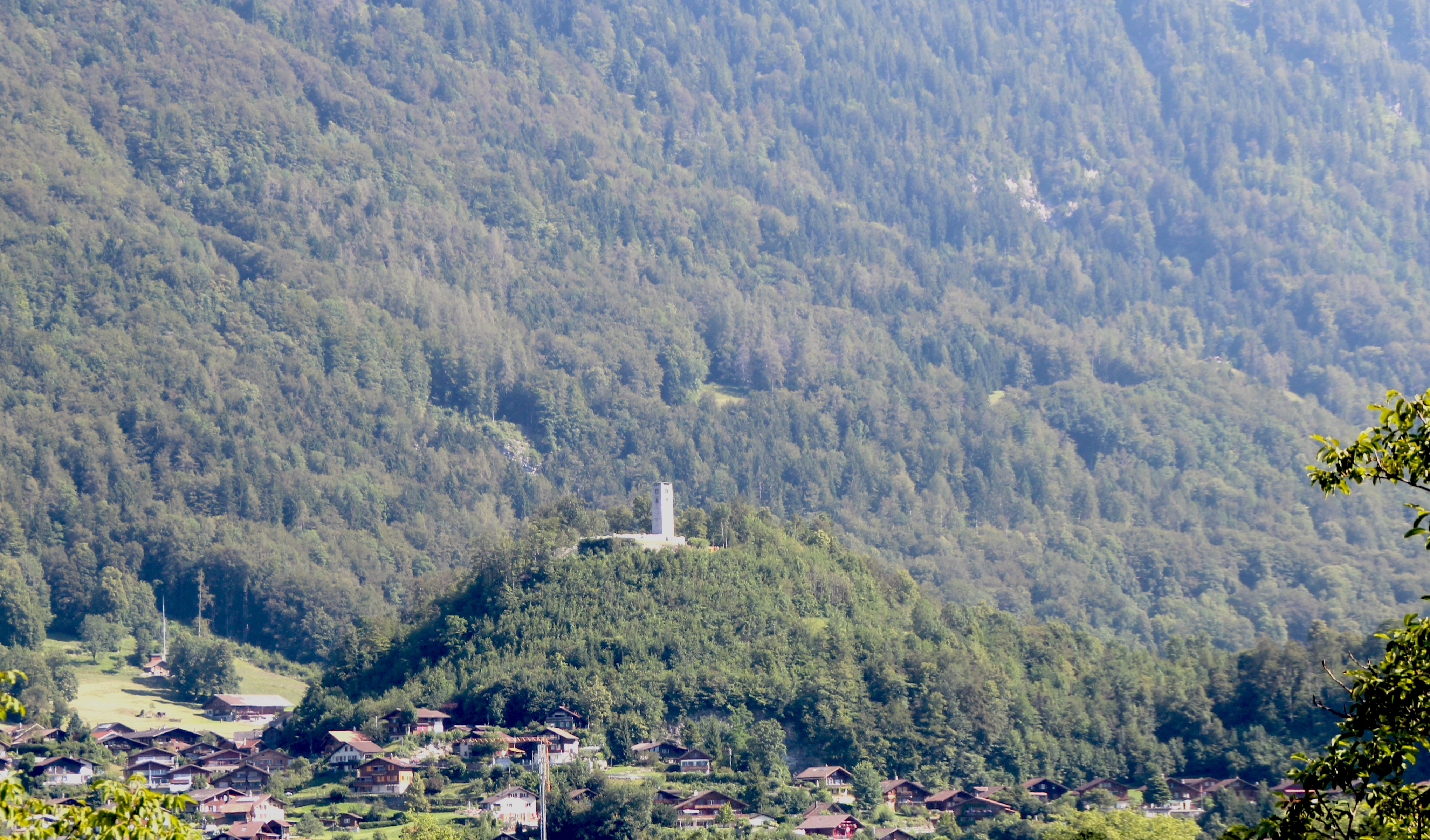
Kirchenruine Goldswil; gebaut am Ende des 12. Jahrhunderts, 1671 wegen Baufälligkeit verlassen
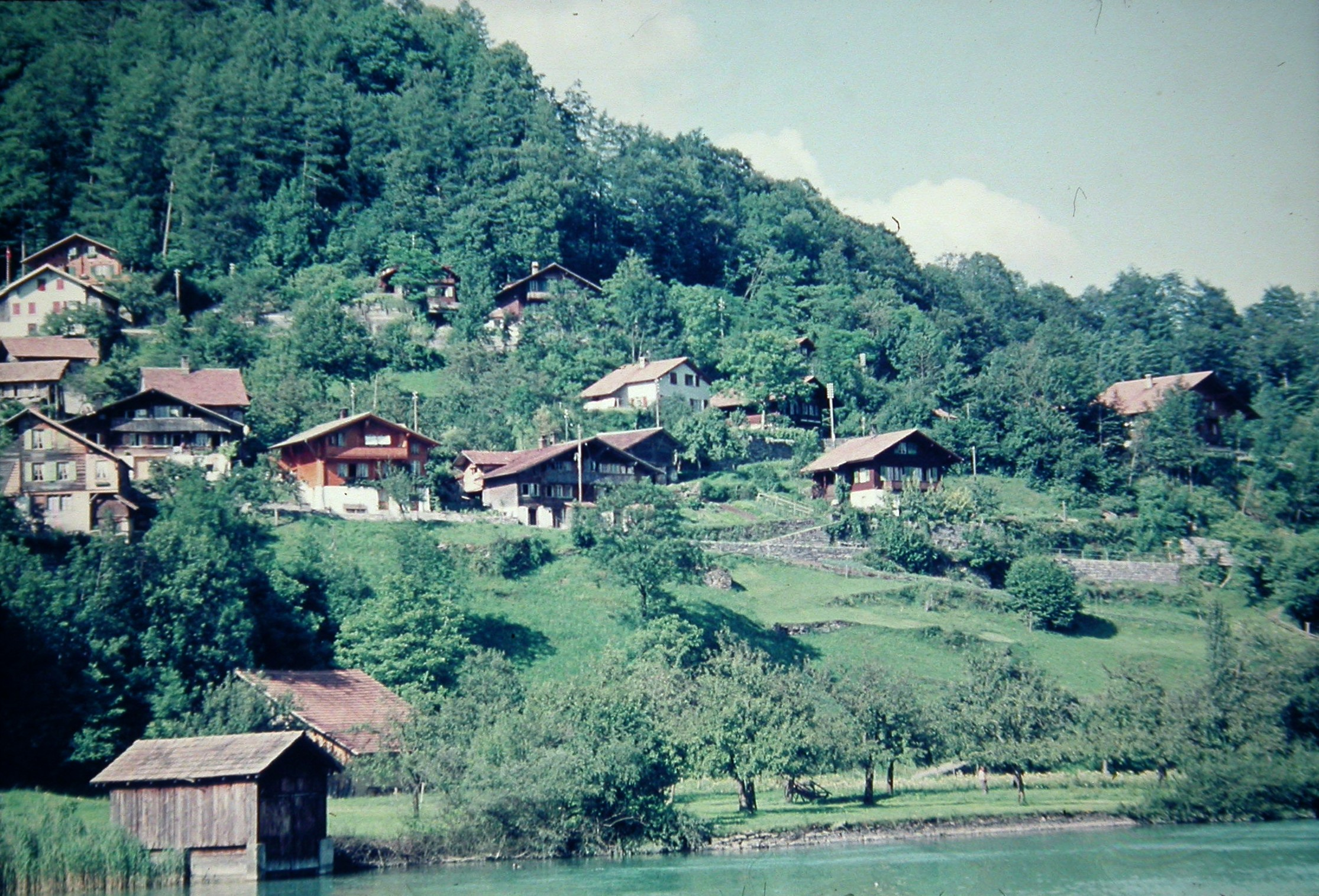
Goldswil 1957
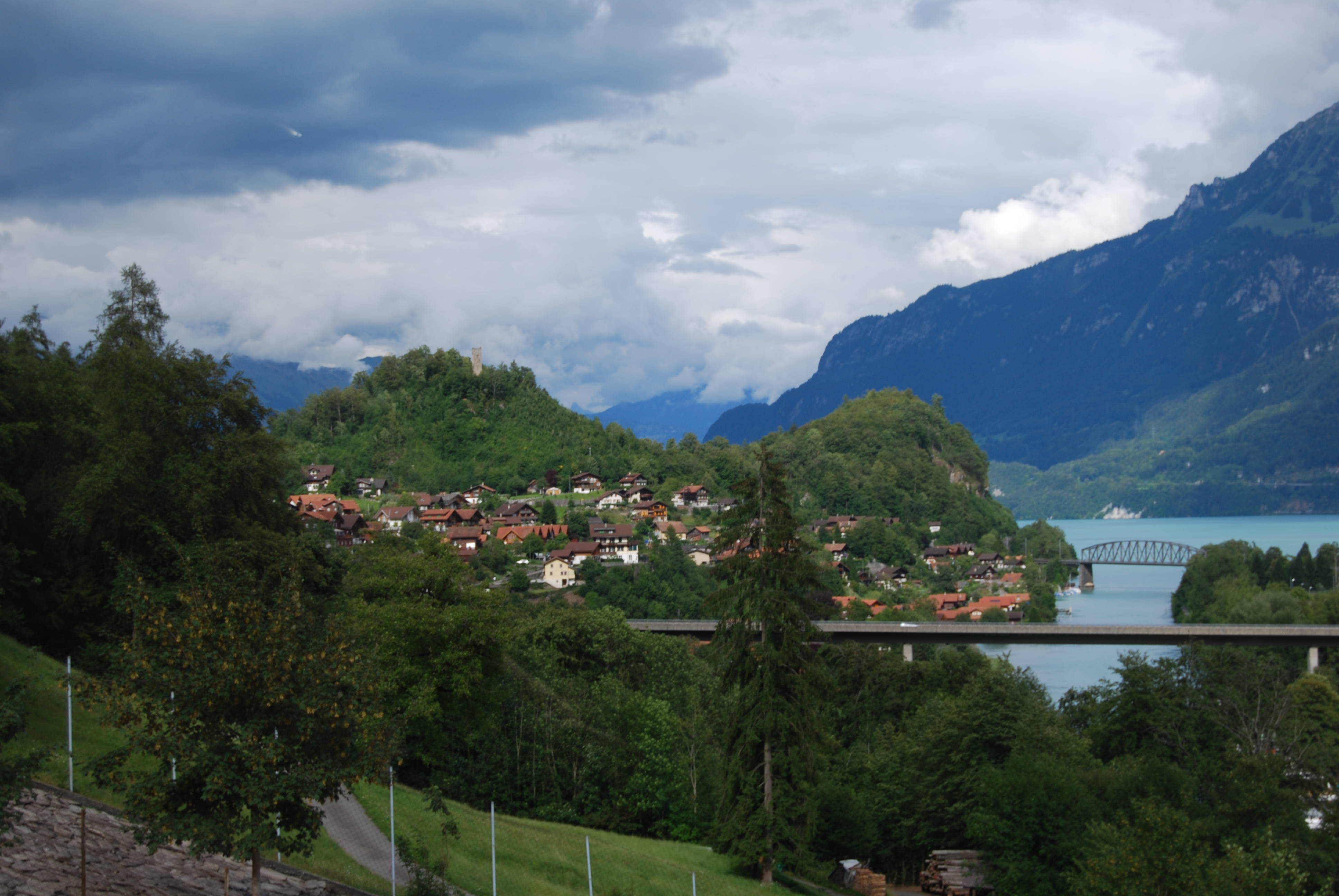
Ortsteil Goldswil

## Verkehr
Der Bahnhof Ringgenberg liegt an der Bahnstrecke Luzern–Interlaken Ost (Brünigbahn) und wird im Stundentakt von Regionalzügen der Zentralbahn bedient. Auf dem Gemeindegebiet befinden sich sechs Bushaltestellen, welche von Postautos bedient werden. An Wochenenden halten Busse der Moonliner-Linie M42 in Goldswil und Ringgenberg. Im Sommer wird Ringgenberg von Kursschiffen der BLS Schifffahrt bedient.
Von der Autobahn A8 gelangt man über die Abfahrt 26 Interlaken-Ost auf die Hauptstrasse 6, welche durch die Gemeinde führt.

## Bevölkerung
| Bevölkerungsentwicklung | Bevölkerungsentwicklung | Bevölkerungsentwicklung | Bevölkerungsentwicklung | Bevölkerungsentwicklung | Bevölkerungsentwicklung | Bevölkerungsentwicklung | Bevölkerungsentwicklung | Bevölkerungsentwicklung | Bevölkerungsentwicklung | Bevölkerungsentwicklung | Bevölkerungsentwicklung | Bevölkerungsentwicklung | Bevölkerungsentwicklung | Bevölkerungsentwicklung |
| ----------------------- | ----------------------- | ----------------------- | ----------------------- | ----------------------- | ----------------------- | ----------------------- | ----------------------- | ----------------------- | ----------------------- | ----------------------- | ----------------------- | ----------------------- | ----------------------- | ----------------------- |
| Jahr                    | 1850                    | 1880                    | 1900                    | 1930                    | 1950                    | 1960                    | 1970                    | 1980                    | 1990                    | 2000                    | 2010                    | 2015                    | 2019                    | 2023                    |
| Einwohner               | 1005                    | 1423                    | 1320                    | 1450                    | 1763                    | 1780                    | 1824                    | 2001                    | 2467                    | 2554                    | 2588                    | 2658                    | 2574                    | 2651                    |

## Sehenswürdigkeiten
- Ruine Ringgenberg
- Ruine Schadburg
- Kirchenruine St. Peter
- Burgseeli

## Persönlichkeiten
- Stephan Siegrist (* 1972), Extrembergsteiger, lebt in Ringgenberg.
- Ueli Steck (1976–2017), Extrembergsteiger, lebte in Ringgenberg.
- Friederich Frutschi (1892–1981), Bildhauer und Künstler, lebte in Ringgenberg